# NBL 2010/11
Die NBL 2010/11 war die 33. Austragung der australasischen National Basketball League. Die mit acht Teams aus Australien und einem Team aus Neuseeland ausgetragene Meisterschaft begann am 15. Oktober 2010 und endete am 29. April 2011. Im Finale konnte sich die New Zealand Breakers in der best of three Serie gegen die Cairns Taipans in drei Spielen durchsetzen und damit ihren ersten Meistertitel erringen.

## Modus
Jedes Team trägt in der regulären Saison 14 Heim- und 14 Auswärtsspiele aus. Die in der Endtabelle auf den ersten vier Plätzen stehenden Teams qualifizieren sich für die Playoffs. Das beste Team der Hauptrunde spielt im Halbfinale gegen den Vierten, während der Zweite gegen den Dritten spielt. Im Halbfinale und im Finale gilt der best of three modus.

## Tabelle
Abschlusstabelle nach Ende der Hauptrunde
- Für die Play-offs qualifiziert

| Pl. | Team                  | Spiele | Siege | Niederlagen | Siegquote | Punkte+ | Punkte- | Punktedifferenz | Heimbilanz | Auswärtsbilanz |
| --- | --------------------- | ------ | ----- | ----------- | --------- | ------- | ------- | --------------- | ---------- | -------------- |
| 01. | New Zealand Breakers  | 28     | 22    | 6           | 78,57 %   | 2463    | 2367    | +96             | 12:2       | 10:4           |
| 02. | Townsville Crocodiles | 28     | 17    | 11          | 60,71 %   | 2225    | 2163    | +62             | 13:1       | 4:10           |
| 03. | Cairns Taipans        | 28     | 16    | 12          | 57,14 %   | 2186    | 2107    | +79             | 12:2       | 4:10           |
| 04. | Perth Wildcats        | 28     | 16    | 12          | 57,14 %   | 2380    | 2192    | +188            | 10:4       | 6:8            |
| 05. | Wollongong Hawks      | 28     | 15    | 13          | 53,57 %   | 2272    | 2209    | +63             | 10:4       | 5:9            |
| 06. | Gold Coast Blaze      | 28     | 13    | 15          | 46,43 %   | 2396    | 2440    | −44             | 8:6        | 5:9            |
| 07. | Melbourne Tigers      | 28     | 10    | 18          | 35,71 %   | 2209    | 2357    | −148            | 5:9        | 5:9            |
| 08. | Adelaide 36ers        | 28     | 9     | 19          | 32,14 %   | 2212    | 2362    | −140            | 7:7        | 2:12           |
| 09. | Sydney Kings          | 28     | 8     | 20          | 28,57 %   | 2171    | 2317    | −146            | 5:9        | 3:11           |

## Play-offs

### Modus
Die auf den ersten vier Plätzen der Abschlusstabelle der regulären Saison platzierten Mannschaften qualifizieren sich für die Play-offs. Die beste Mannschaft tritt dabei gegen die viertbeste und die zweitbeste gegen die drittbeste Mannschaft an. Das Halbfinale und das Finale werden im Best-of-three-Modus entschieden.

### Spiele
|  | Halbfinale | Halbfinale            | Halbfinale | Halbfinale | Halbfinale |  |  | Finale | Finale               | Finale | Finale | Finale |
|  |            |                       |            |            |            |  |  |        |                      |        |        |        |
|  |            |                       |            |            |            |  |  |        |                      |        |        |        |
|  | 1          | New Zealand Breakers  | 78         | 93         | 99         |  |  |        |                      |        |        |        |
|  | 4          | Perth Wildcats        | 101        | 89         | 83         |  |  |        |                      |        |        |        |
|  |            |                       |            |            |            |  |  | 1      | New Zealand Breakers | 85     | 81     | 71     |
|  |            |                       |            |            |            |  |  | 2      | Cairns Taipans       | 67     | 85     | 53     |
|  | 2          | Townsville Crocodiles | 76         | 57         | 83         |  |  |        |                      |        |        |        |
|  | 3          | Cairns Taipans        | 73         | 74         | 93         |  |  |        |                      |        |        |        |
|  |            |                       |            |            |            |  |  |        |                      |        |        |        |

## Individuelle Auszeichnungen
- Most Valuable Player der regulären Saison (Andrew Gaze Trophy): Gary Ervin (Wollongong Hawks)
- Rookie of the Year: Ben Madgen (Sydney Kings)
- Best Defensive Player (Damian Martin Trophy): Damian Martin (Perth Wildcats)
- Best Sixth Man: Kevin Braswell (New Zealand Breakers)
- Most Improved Player: Oscar Forman (Wollongong Hawks)
- Coach of the Year (Lindsay Gaze Trophy): Trevor Gleeson (Townsville Crocodiles)
- Referee of the Year: Michael Aylen
- All-NBL First Team:
  - Gary Ervin (Wollongong Hawks)
  - Damian Martin (Perth Wildcats)
  - Kirk Penney (New Zealand Breakers)
  - Gary Wilkinson (New Zealand Breakers)
  - Julian Khazzouh (Sydney Kings)
- All-NBL Second Team:
  - Corey Williams (Melbourne Tigers)
  - Adam Gibson (Gold Coast Blaze)
  - Glen Saville (Wollongong Hawks)
  - Ira Clark (Gold Coast Blaze)
  - Luke Schenscher (Townsville Crocodiles)
- All-NBL Third Team:
  - Ayinde Ubaka (Cairns Taipans)
  - Peter Crawford (Townsville Crocodiles)
  - Shawn Redhage (Perth Wildcats)
  - Alex Loughton (Cairns Taipans)
  - Adam Ballinger (Adelaide 36ers)

- Grand Final Series MVP (Larry Sengstock Medal): Thomas Abercrombie (New Zealand Breakers)